# Velódromo de Vincennes
O Vélodrome de Vincennes (oficialmente Vélodrome Jacques Anquetil - La Cipale) é um estádio localizado em Vincennes, na periferia de Paris, França.
Inicialmente um velódromo, tornou-se um estádio para abrigar os Jogos Olímpicos de Verão de 1900, onde foi realizada a cerimônia de abertura. Também realizou-se no Vélodrome as disputas de ciclismo, críquete, rugby, futebol e ginástica. O atletismo, em contrapartida, foi disputado na pista do Racing Club da França. Para os Jogos Olímpicos de Verão de 1924, o estádio abrigou as provas do ciclismo e futebol. A chegada do Tour de France também foi realizada no local entre 1968 e 1974, com destaque para Eddy Merckx, ciclista vencedor por diversas vezes.
Atualmente, o estádio é usado para partidas de futebol e rugby.

Vélodrome Jacques-Anquetil

Predefinição:Instalações olímpicas da ginástica